# Pończochy

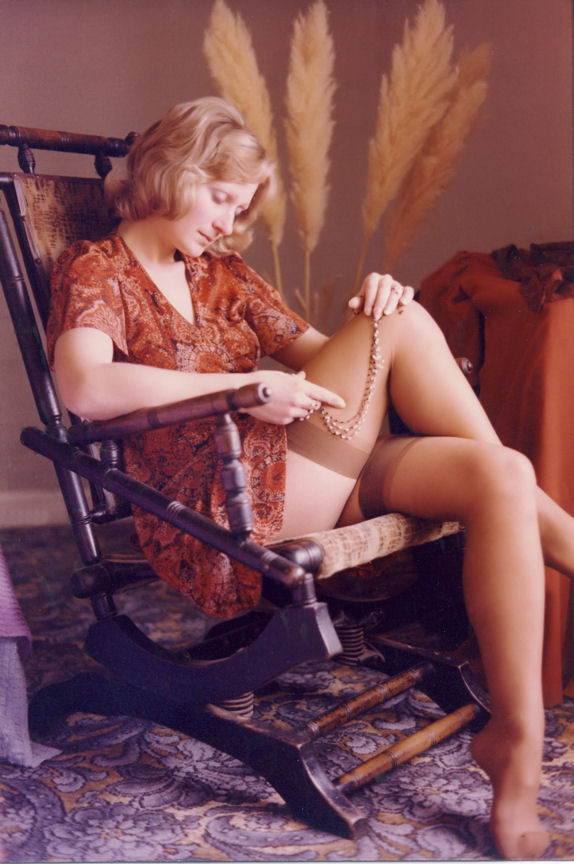
Pończochy nylonowe do paska

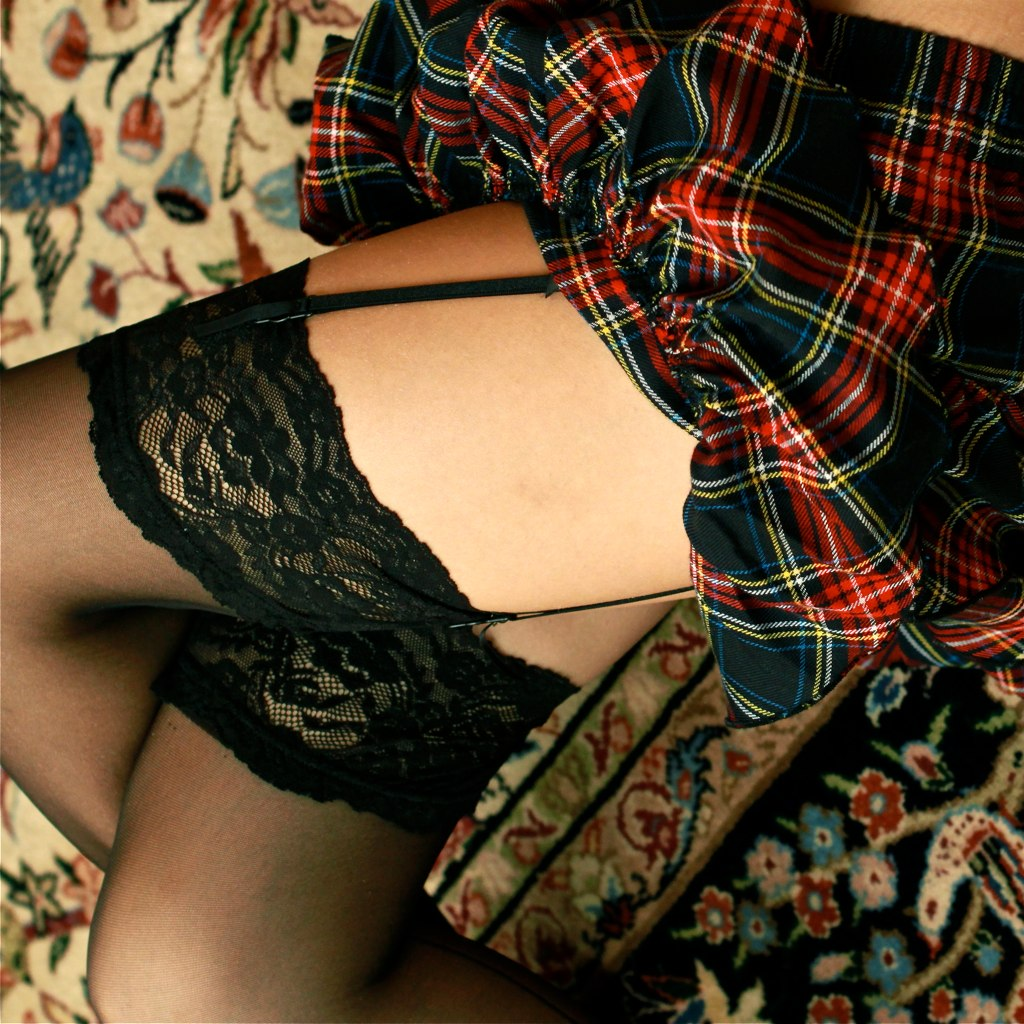
Czarne pończochy do paska

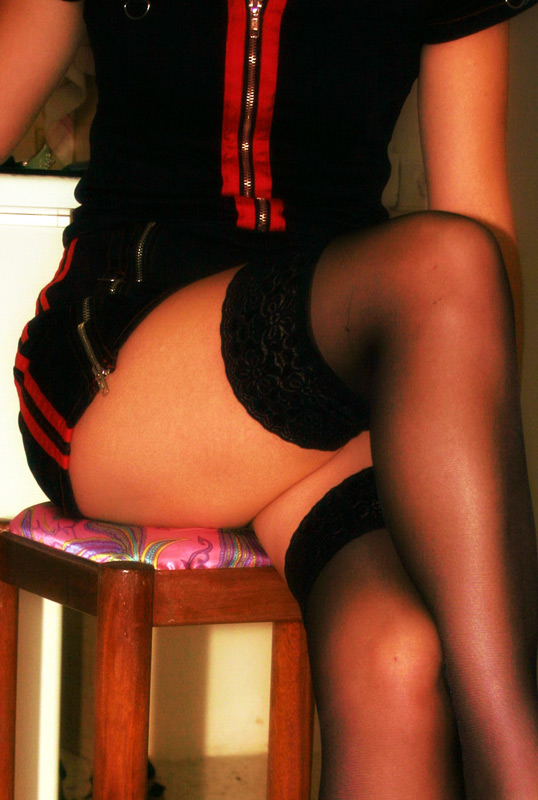
Czarne pończochy samonośne

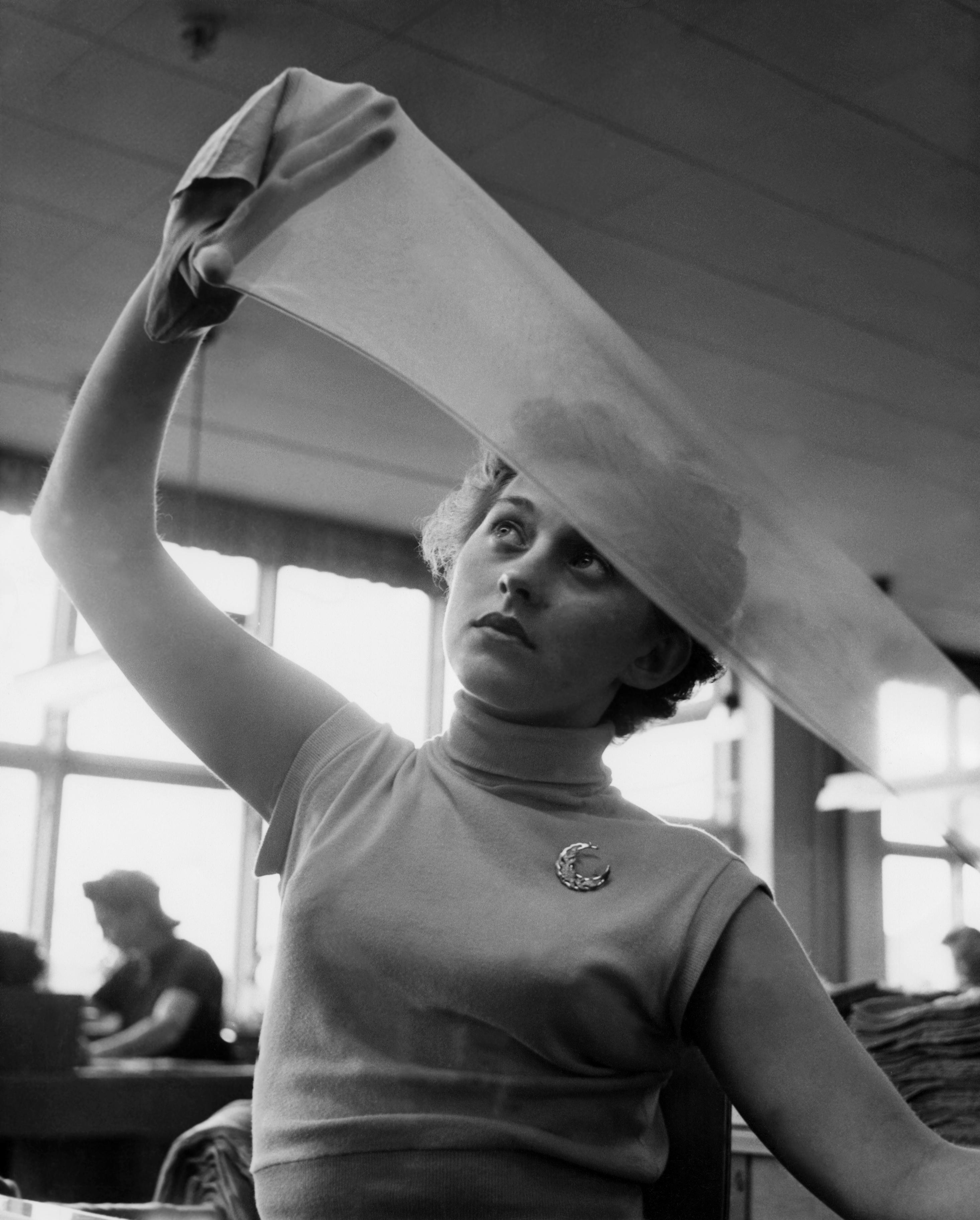
Malmö, Strumpfabrik, 1954

Pończochy – obcisła, elastyczna część garderoby, okrywająca stopę i część nogi (zwykle do górnej części uda). Tym różnią się od rajstop, które zakrywają całe nogi do pasa. Tak, jak i rajstopy, oprócz waloru praktycznego (ochrony przed zimnem) poprawiają optycznie wygląd damskiej nogi.
Pończochy były niegdyś elementem garderoby męskiej, dziś już jedynie damskiej. Podtrzymywane są dzięki podwiązkom, najczęściej w postaci specjalnego pasa noszonego na biodrach, gorsetu lub utrzymują się na nogach dzięki doszyciu elastycznej manszety ściągniętej gumą lub podgumowanej silikonową taśmą (tzw. pończochy samonośne). Te drugie zostały wprowadzone na rynek pod koniec lat 60. XX wieku przez austriacką firmę Wolford. Z tego samego materiału co pończochy wykonywane są również skarpety.
Początkowo pończochy produkowane były z bawełny lub jedwabiu. Rewolucyjną zmianę przyniosło dopiero odkrycie nylonu w amerykańskim koncernie DuPont, przez zespół badawczy pod kierunkiem Wallace Carothersa. W następstwie tego odkrycia, w 1940 roku pojawiły się w sprzedaży pierwsze pończochy nylonowe FF (ze szwem) tzw. „nylony” o zupełnie nowych walorach użytkowych. Z kolei w roku 1954 wyprodukowano po raz pierwszy pończochy bezszwowe, typu RHT.
Pod koniec lat 50. jakość pończoch produkowanych przez najlepsze z firm nylonowych osiągnęła swoje apogeum, ówczesne wyroby do dziś stanowią wzorzec doskonałości. Swój niepowtarzalny wygląd pończochy te zawdzięczają użytej nici typu monofilament (taka, jak żyłka wędkarska) o gramaturze standardowej 15 g na 9 km długości oraz specjalnym maszynom tkackim nieistniejącej już firmy Reading. Były to jednak wyroby bardzo drogie w produkcji, co wkrótce nieomal doprowadziło do ich praktycznego zniknięcia z rynku. Obecnie w tej technologii produkują jedynie pojedyncze fabryki np. francuski Cervin.
Początki odwrotu od pończoch nylonowych są związane z rozpoczęciem masowej produkcji rajstop i wynalezieniem włókna lycra. Jak się okazało, ze względów czysto praktycznych, a zwłaszcza mody na spódnice „mini” producenci uznali rajstopy za bardziej dostosowane do oczekiwań konsumentek. Co więcej, nowa technologia pozwoliła na znaczne obniżenie kosztów produkcji.
Pończochy jednak przetrwały. Ich renesans zapoczątkował Wolford wprowadzając na rynek tzw. pończochy samonośne. W wyrobach tego typu, dzięki zastosowaniu paska z silikonu podtrzymującego manszetę, nie ma potrzeby stosowania dodatkowego pasa do pończoch. Choć rozwiązanie to ma również wady (silikon, zwłaszcza w wysokich temperaturach może uciskać nogę), jednakże okazało się prawdziwym rynkowym sukcesem, który szybko został skopiowany, przez innych producentów.
Pończochy mogą mieć fakturę gładką, wzorzystą, ażurową przezroczystą lub kryjącą, matową lub błyszczącą, występują w szerokiej gamie kolorów (choć najpopularniejsze są różne odcienie beżu i czerni). Różnią się także splotem włókna, rodzajem włókna i grubością. Wśród pończoch wyróżniają się szczególnie tzw. klasyczne „nylony”, nie zawierające domieszki elastomerów co sprawia, że są niezwykle przejrzyste i idealnie dopasowane do kształtu nogi, choć praktycznie nieelastyczne.
Pończochy mocowane do pasa są często uważane za mało wygodne i praktyczne (nie chronią wystarczająco przed zimnem itp.). Obecnie służą często jako bielizna erotyczna, wraz z wyrafinowanymi paskami podtrzymującymi i podwiązkami. Te, do codziennego użytku wymagają szerokich pasów, obecnie stosunkowo drogich i trudno dostępnych.
W ostatnich latach obserwuje się renesans tej części damskiej garderoby i gwałtowny wzrost sprzedaży pończoch, zwłaszcza samonośnych. Do łask powracają także ekskluzywne pończochy nylonowe, często odszukiwane w starych magazynach i z trudem zdobywane przez wielbicielki na aukcjach internetowych.